# Маточное молочко

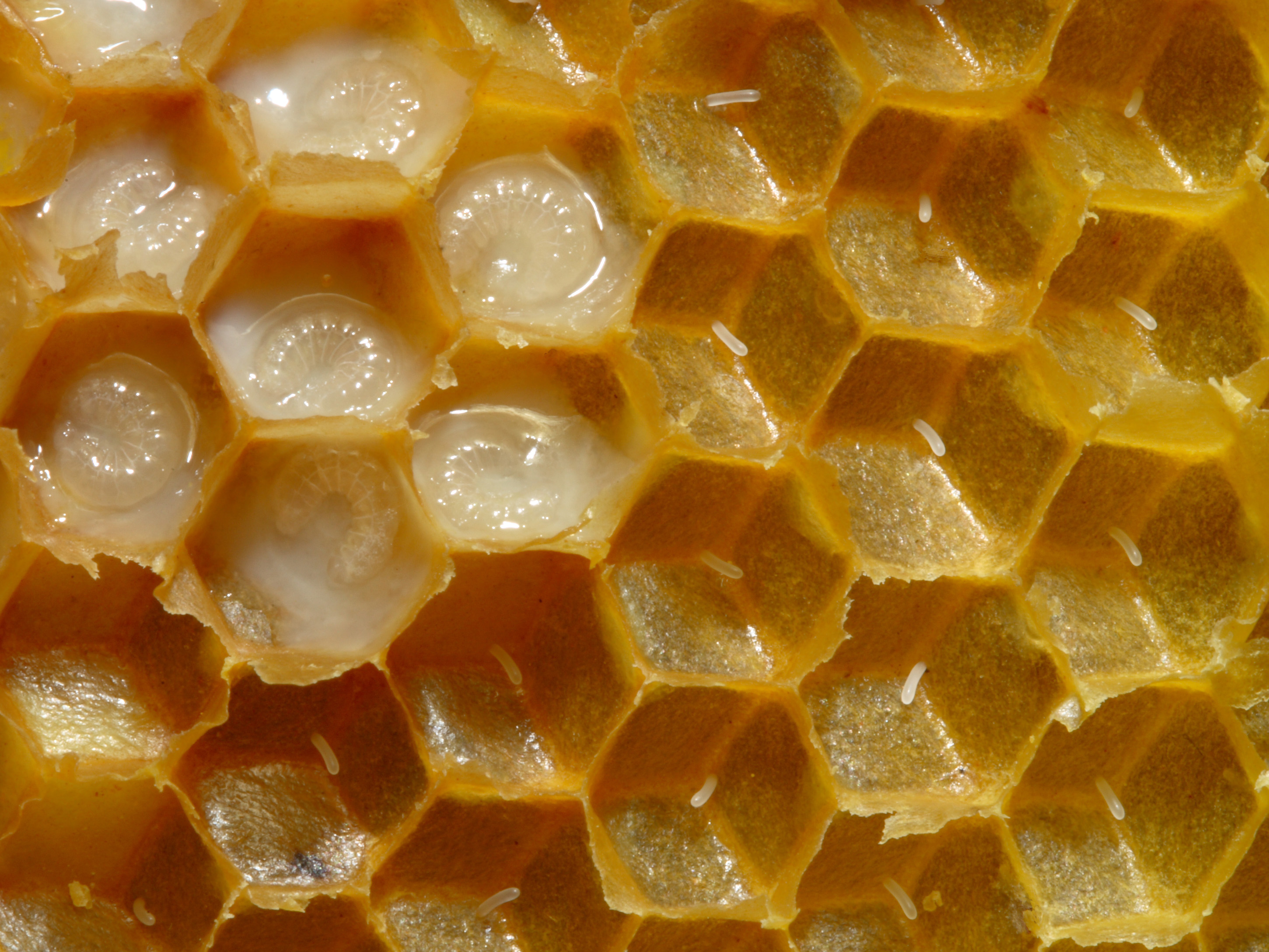
Справа видны яйца, только что отложенные маткой. Слева личинки в молочке

Ма́точное молочко́ (апилактоза) — специальный корм, который используют медоносные пчёлы для кормления маточных личинок на всех стадиях развития, пчелиная матка питается маточным молочком на протяжении всей своей жизни. Вырабатывается маточное молочко у пчёл-кормилиц в верхнечелюстной железе, их ещё называют аллотрофическими железами. Получают маточное молочко извлечением из маточников или специальных искусственных мисочек.

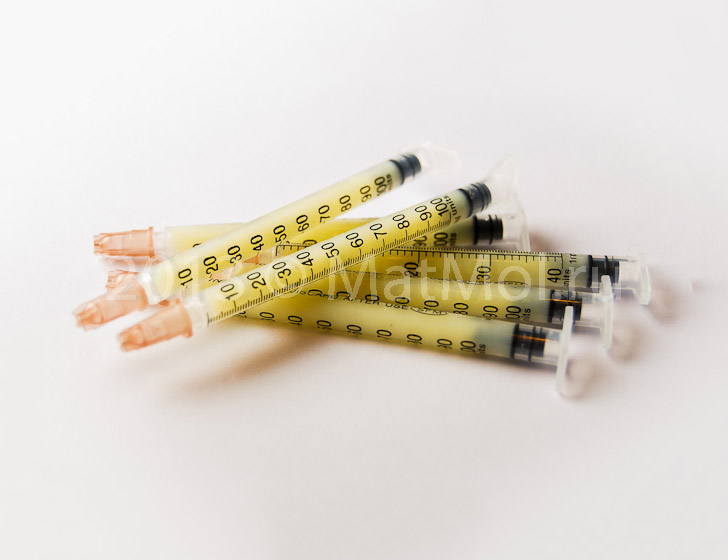
Свежее маточное молочко, упакованное для дальнейшего хранения

## Состав
Маточное молочко напоминает белую киселеобразную массу с резко кислым вкусом и имеет весьма сложный состав.
Оно содержит:
- 65—66,5 % воды,
- 9—19 % белков,
- 8—19 % сахаров,
- 2—9 % жиров
- более 1 % минеральных солей.

Подробный состав включает:
- белки в основном представлены альбуминами и глобулинами в соотношении 2:1
- белки маточного молочка близки к белкам сыворотки крови
- углеводы (глюкоза, фруктоза, сахароза)
- витамины A, D, C, B1, B2, B3, B6, B12, B15, H, E, PP, пантотеновую кислоту
- свободные жирные кислоты (15): янтарная, пальмитиновая, стеариновая, деценовая и др.
- гормоны (эстрадиол, тестостерон, прогестерон)
- пировиноградная и молочная кислоты
- минеральные соли
- микроэлементы
- ацетилхолин
- стерины
- липиды

В нём не развиваются микроорганизмы благодаря содержащемуся гермицидину.
| Вещество, % | Возраст личинки | Возраст личинки | Возраст личинки | Возраст личинки | Возраст личинки | Возраст личинки |
| Вещество, % | 2 дня           | 3 дня           | 4 дня           | 5 дней          | 6 дней          | 7 дней          |
| ----------- | --------------- | --------------- | --------------- | --------------- | --------------- | --------------- |
| Белок       | 18,9            | 10,4            | 10,1            | 9,4             | 9,0             | 10,6            |
| Жир         | 8,6             | 4,9             | 6,0             | 4,2             | 4,3             | 2,6             |
| Сахар       | 11,2            | 8,3             | 9,5             | 11,2            | 10,2            | 13,8            |

Из таблицы видно, что молодые личинки получают более питательное молочко по содержанию белка. В связи с этим при выводе маток берут на маточное воспитание личинок рабочих пчёл не старше 1—2 суток. Состав маточного молочка меняется в зависимости от силы семьи и времени активного сезона. Рабочие пчёлы могут вырабатывать маточное молочко в течение всей жизни, однако наиболее максимально выработка ММ происходит в 10-20 дневном возрасте, это обусловлено тем, что в летний сезон генерации рабочих пчёл постоянно обновляются, а естественная смена маток происходит с середины мая по конец июля. 
Считается, что состав маточного молочка известен приблизительно на 95 %.

## Применение
Несмотря на не до конца изученные свойства, маточное молочко используют в косметике, биологически активных добавках, медицинской практике и исследованиях.